# Ахча (Таджикистан)
Ахча (Акча; тадж. Ахча) — село в Хатлонской области Республики Таджикистан. 
Входит в состав джамоата (сельской общины) им. Носира Хусрава Кубодиёнского района.
Находится на расстоянии 2 км от райцентра и ок. 1 км центра джамоата (расп. в части пгт. Кубодиён).
Население — 3788 чел. (2017).